# Schauerberg (Kösseinemassiv)
Der Schauerberg ist ein 767 m hoher Granit-Berg im Hohen Fichtelgebirge (Bayern), im Kösseinemassiv südlich der Kreisstadt Wunsiedel. Auf der Nordseite des Berggipfels befindet sich ein  aufgelassener Granitsteinbruch.

## Geologie
Auf der Oberfläche des höchsten Felsens gibt es eigenartige Verwitterungserscheinungen des Granits mit dem Eindruck einer zersprungenen Hartrinde. Fachleute sprechen vom „Schildkrötenmuster“. Bekannt ist der Berg wegen des früheren Granitabbaus. Die Natur hat sich den aufgelassenen Steinbruch mit einem kleinen Tümpel zurückerobert.

## Geschichte
Urkundlich wird der Berg im Jahr 1499 im Landbuch der Sechsämter bei der Beschreibung der Rainung des Dorfes Breitenbrunn („Praitenprun“), jetzt Gemeindeteil der Stadt Wunsiedel,  genannt und 1673/1683 bei der Beschreibung der Richterämter. Unklar ist die Deutung des Namens.